# Isle of Oxney
Isle of Oxney är en ö i Storbritannien.   Den ligger i riksdelen England, i den sydöstra delen av landet, 80 km sydost om huvudstaden London.